# Orthodoxe Synagoge (Košice)

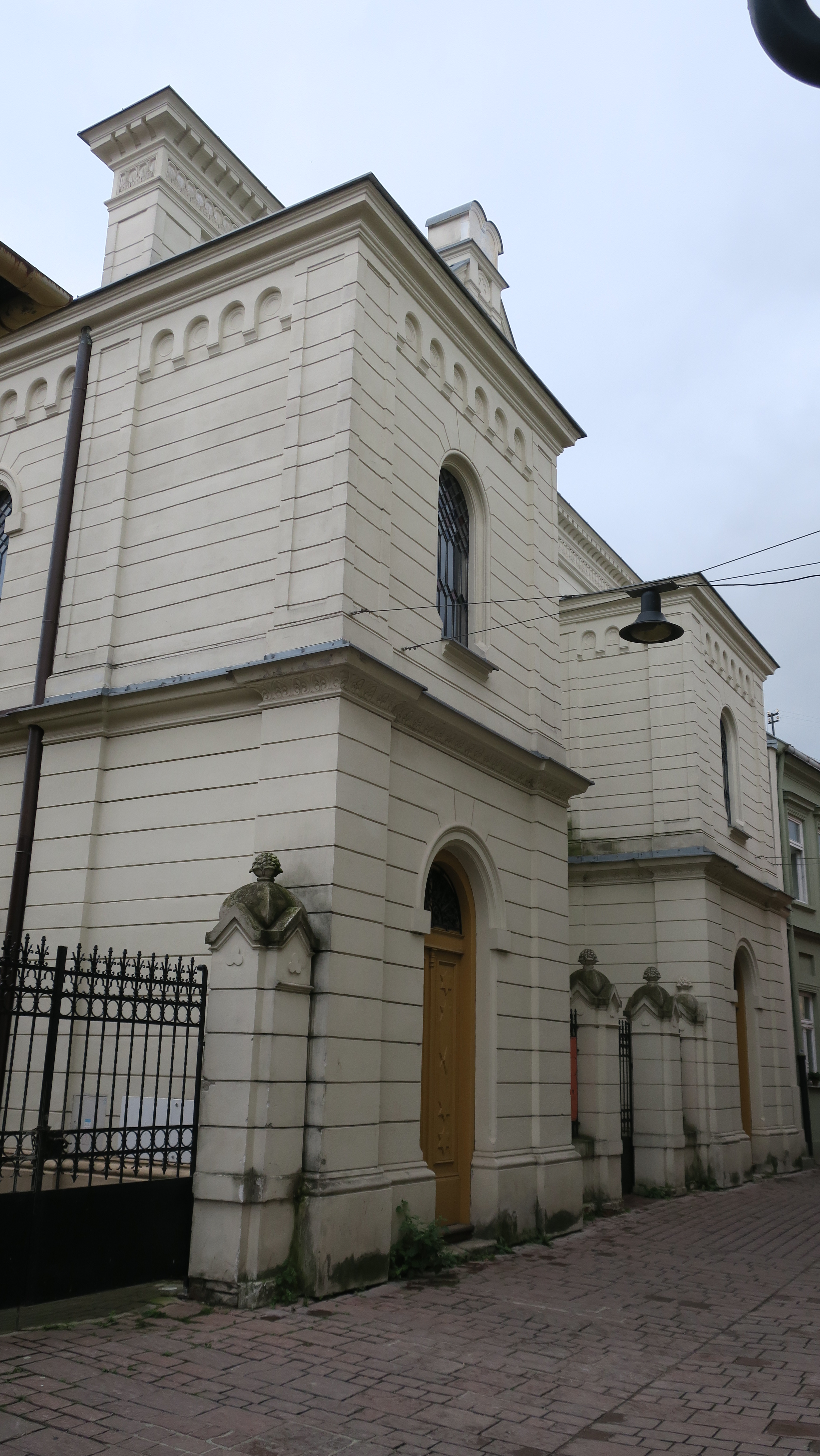
Košice, orthodoxe Synagoge (2021)

Die Orthodoxe Synagoge in Košice, einer Stadt in der Ostslowakei, wurde 1899 errichtet. Sie wird nicht mehr als Synagoge genutzt.

## Beschreibung
Das weißgetünchte Gebäude hat Rundbogenfenster auf zwei Stockwerken. Die Vorderseite mit dem Eingangsbereich ist in drei horizontale Felder untergliedert, wobei die beiden äußeren als Treppentürme zur Straße hin hervortreten. Das mittlere wird von einem Giebel mit den Gesetzestafeln abgeschlossen.
Im Inneren verläuft die Frauenempore auf drei Seiten.
Die Bima ist nicht mehr vorhanden, und vom Toraschrein ist nur die Nische erhalten. Die Wände sind vollständig mit dekorativen geometrischen Mustern bemalt.

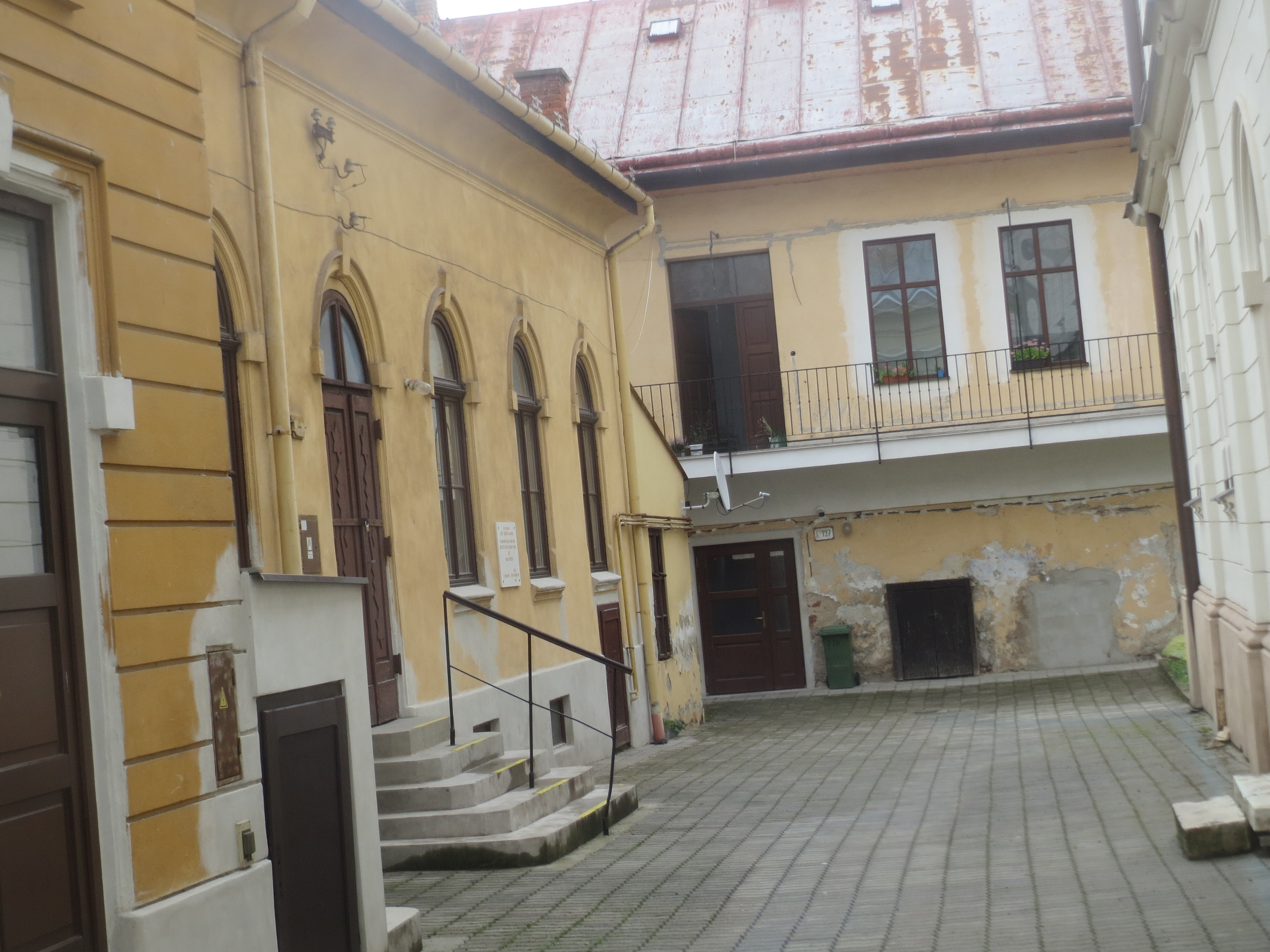
Gebetshaus neben der Synagoge (2021)

Neben der Synagoge wurde zwischen 1900 und 1904 ein kleines Gebetshaus gebaut, das seit 1993 wieder für Gottesdienste genutzt wird.